# Bandit Chuangchai
Bandit Chuangchai (né le 22 juillet 1993) est un athlète thaïlandais, spécialiste du sprint.

## Carrière

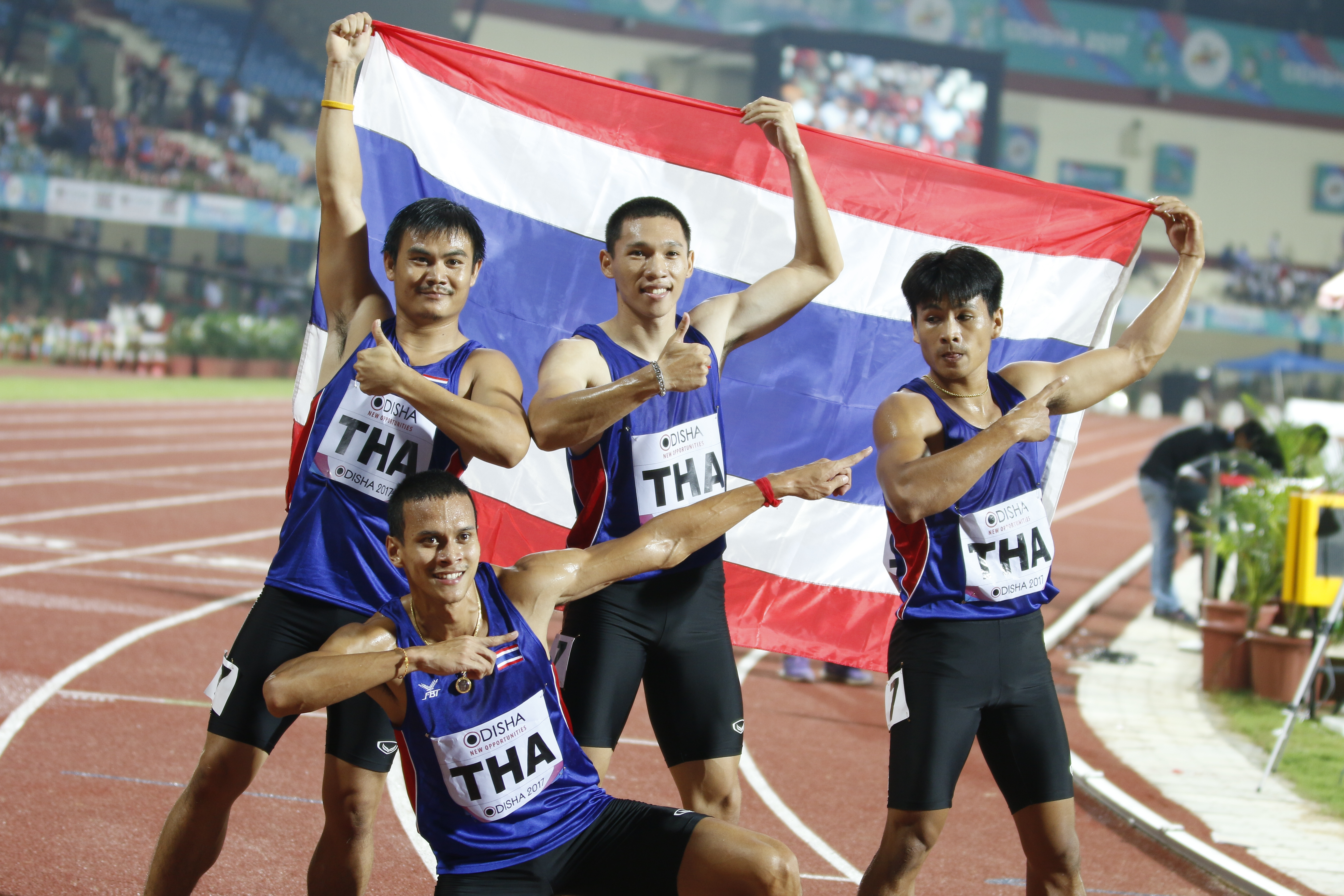
Les relayeurs thaïlandais médaillés d'argent du relais 4 × 100 mètres aux Championnats d'Asie d'athlétisme 2017 à Bhubaneswar

Il est médaillé d'argent du relais 4 × 100 mètres aux Championnats d'Asie d'athlétisme 2017 à Bhubaneswar.
Après avoir établi en série, avec ses coéquipiers Ruttanapon Sowan, Jirapong Meenapra et Siripol Punpa, le record national en 38 s 72, il remporte la médaille d’or du relais 4 x 100 m lors des Championnats d'Asie 2019 à Doha.